# Alexander der Kleine
Alexander der Kleine (russisch Александр маленький, Alexander malenki) ist eine deutsch-sowjetische Koproduktion der DEFA und der Gorki-Filmstudios, Moskau von Wladimir Fokin aus dem Jahr 1982.

## Handlung
Der Film beginnt mit Dokumentarfilmausschnitten, die auf die Brutalität in der Zeit des Nationalsozialismus hinweisen sollen. Die darauffolgenden Bilder zeigen die militärischen Kämpfe in einer deutschen Stadt, die mit dem Sieg der Roten Armee das Ende des Zweiten Weltkriegs bedeuten. 
Die 12-jährige Irmgard läuft mit ihrem Bruder Peter durch die zerstörten Straßen dieser Stadt und stellt sich an einer vor der sowjetischen Kommandantur aufgestellten Gulaschkanone an, um für sich und ihren Bruder etwas zu essen zu bekommen. Als sie nichts mehr abbekommt, erhält sie von dem in der Nähe wartenden Starschina der Roten Armee Christschanowitsch ein Stück Brot und etwas Speck. Der hinzukommende Vorgesetzte Hauptmann Swetow interessiert sich für das Geschwisterpaar und erfährt, dass beide Flüchtlinge sind, die sich auf dem Weg nach Berlin befinden, wo sie Onkel und Tante vermuten. Peter verhält sich dem Hauptmann gegenüber feindlich, da sein Vater während des Krieges in der Sowjetunion erschossen wurde und die Mutter während der Flucht am Wegesrand beerdigt werden musste. Trotzdem bietet der Offizier den beiden Kindern an, sie mit nach Berlin zu nehmen, da er soeben dorthin versetzt wurde, um in der Redaktion der deutschsprachigen Zeitung Tägliche Rundschau als Sprachkundiger mitzuarbeiten. In Berlin angekommen, müssen sie feststellen, dass das Haus der Verwandten von Irmgard und Peter nicht mehr steht.
Hauptmann Swetow soll in der Zukunft eine leitende Stelle in der Redaktion übernehmen, erhält aber von seinem Vorgesetzten den Auftrag, vorher in das Dorf Blankenhain zu fahren. Der dort amtierende Bürgermeister Hübner, ein ehemaliger KZ-Häftling, hatte sich an die Redaktion gewandt, da er Hilfe für ein in seinem Ort befindliches, provisorisches Heim für elternlose Kinder benötigt. Mit dem Hauptmann, seinem Fahrer und dem Starschina fährt Tessa, eine deutsche Mitarbeiterin der Zeitung. In Blankenhain werden sie von einem Teil der Kinder empfangen, wobei ein älterer Junge mit dem Spitznamen Pinsel sich als Anhänger faschistischen Gedankenguts darstellt, der mehrere Anhänger um sich geschart hat. Der Bürgermeister erklärt seine Probleme, die in erster Linie darin bestehen, dass es an allem mangelt. Die etwa 50 Kinder, von denen einige an Typhus erkrankt sind, sind in einer verlassenen Scheune untergebracht und es werden täglich mehr. Alexander, eines der Kinder, bringt ein an der Straße gefundenes Baby ins Heim, das nach ihm benannt wird, so dass es im Heim fortan Alexander den Großen und das Baby Alexander den Kleinen gibt. Während der Essensausgabe tyrannisiert Pinsel die anderen Kinder und beginnt wieder Streit mit den Russen, der darin gipfelt, dass er mit einer Pistole auf Hauptmann Swetow zielt, der die Situation aber bereinigen kann.
Tessa fotografiert für die Zeitung alle Kinder und fährt anschließend mit einem zufällig vorbeikommenden Jeep der Roten Armee nach Berlin, um weitere Hilfe zu holen. Die zurückgebliebenen Soldaten sind nicht untätig und besorgen bei einem Schuhfabrikanten Schuhe für die Kinder. Zuvor bringen sie einen Großbauern dazu, drei Schweine zu spenden, die umgehend verarbeitet werden. Für das Festmahl will Pinsel noch geräucherte Fische beisteuern, die er im naheliegenden Wald versteckt hat. Hier trifft er auf mehrere Mitglieder der Werwolf-Bewegung, denen er verrät, dass sich drei Russen im Dorf befinden. Mitten in der Freude über das gute Essen und über die mitgebrachten Schuhe wird die feiernde Gesellschaft von der marodierenden Bande überfallen, die dabei mehrere Kinder, den russischen Fahrer und den Starschina tötet. Pinsel, dem jetzt klar wird, dass er auf der falschen Seite stand, erschießt den letzten noch lebenden Werwolf.
Tessa, die mit einem LKW voller Hilfsgüter im Dorf eintrifft, kommt gerade noch rechtzeitig zur Beisetzung der erschossenen Opfer. 

## Produktion und Veröffentlichung
Die Grundlage für diesen Film bildeten tatsächliche Ereignisse, an denen die am Drehbuch beteiligte DDR-Autorin Ingeburg Kretzschmar aktiv beteiligt war. Die von der sowjetischen Militäradministration in Deutschland herausgegebene Tageszeitung Tägliche Rundschau organisierte eine Hilfsaktion, in deren Rahmen Waisen und Flüchtlingskinder Unterkunft, Verpflegung und Betreuung in einem Heim erhielten. Aus diesem Grund sind viele Situationen und Figuren nach authentischen Vorgängen und Vorbildern gestaltet.
Der von der Künstlerischen Arbeitsgruppe „Berlin“ der DEFA und der Gruppe Erste schöpferische Vereinigung des Zentralen Studios für Kinder- und Jugendfilme „Maxim Gorki“ aus Moskau auf ORWO-Color gedrehte Film hatte im Januar 1982 in Moskau Premiere und wurde in der DDR erstmals im Rahmen des XI. Festivals des sowjetischen Films am 29. Oktober 1982 im Berliner Kino Kosmos gezeigt. Die Erstausstrahlung im 2. Programm des Fernsehens der DDR erfolgte am 6. Mai 1984.
Die Dramaturgie lag in den Händen von Gudrun Deubener.

## Kritik
Horst Knietzsch schrieb im Neuen Deutschland: 

„Der dramatische Schlußpunkt und einige fein empfundene Szenen mit den Kindern können aber doch nicht aufwiegen, daß es dem Film insgesamt an künstlerischem Tiefgang fehlt, an Charakteren mit individuellen Farben, die imstande gewesen wären, das Episodische aufzubrechen.“

In der Berliner Zeitung bemerkte Günter Sobe: 

„Obwohl erst ab 14 zu besichtigen, scheint der künstlerische Habitus des Streifens vom Informationsgefüge her irgendwie auf Kinder ausgerichtet. Diesen Eindruck wendet auch nicht der hochambitionierte Einstieg mit immer wieder bestürzenden Dokumentaraufnahmen, er läßt im Gegenteil alles Folgende um so vordergründiger erscheinen. So ein Stoff ist heute nicht mehr mit primär informierender Illustration abzutun, da muß man schon eine künstlerisch tragfähige Idee einbringen.“

Das Lexikon des internationalen Films schreibt, dass es sich in dem nach authentischen Vorgängen erzählten Film um eine sehr konstruierte und wenig schlüssige Geschichte handelt.

## Auszeichnungen
- 1981: II. Festival junger Filmemacher in Minsk: Hauptpreis